# Nervus vertebralis
Der Nervus vertebralis („Wirbelnerv“) ist ein Nerv des sympathischen Nervensystems im Bereich des Halses. Er entspringt zumeist aus dem Ganglion stellatum, selten aus dem Ganglion cervicale inferius. Von dort zieht er in den Querfortsatzkanal der Wirbelsäule und begleitet dabei die Arteria vertebralis. Der Nerv entspricht einem tiefen Ramus communicans griseus („grauer Verbindungsast“, → Grenzstrang), der den Spinalnerven des Halses sympathische Nervenfasern zuführt. In etwa 15 % der Fälle ist der Nervus vertebralis in Form eines feinen Nervengeflechts um die Arteria vertebralis ausgebildet.
Über das Ausmaß der vom Nervus vertebralis erreichten Halsnerven herrscht in der Humananatomie keine einheitliche Meinung. Während einige Studien davon ausgehen, dass der Nerv lediglich dem 6. und 7. Halsnerv sympathische Fasern zuführt, gehen andere Studien davon aus, dass er kopfwärts bis zum 3. Halsnerv reicht.